# Dieter Noeske
Dieter Noeske (* 8. März 1936 in Wriezen; † 23. November 2020 in Rotenburg an der Fulda) war ein deutscher Orgelbauer und Begründer der Orgelbauwerkstatt Rotenburg.

## Leben

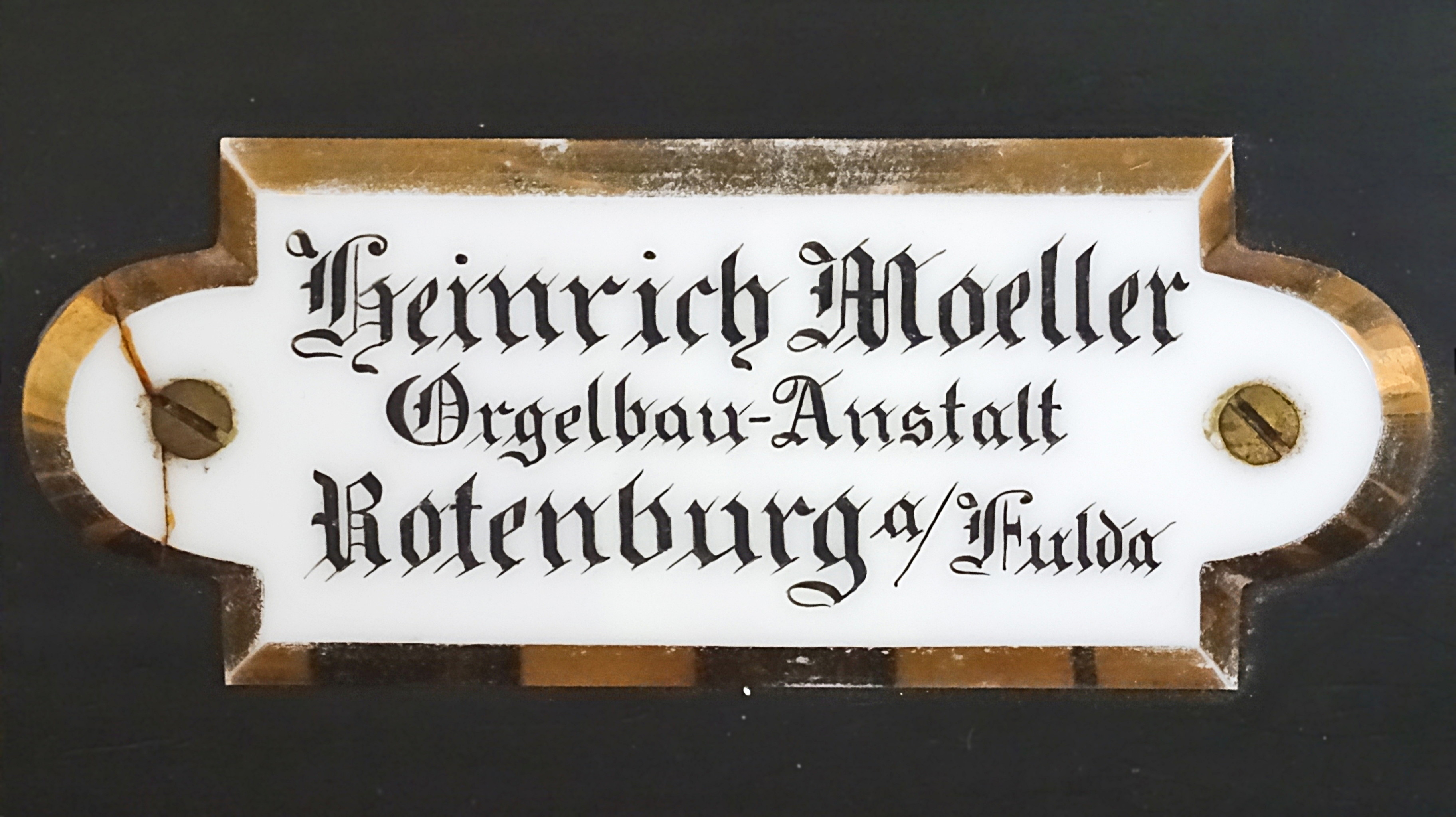
Firmenplakette von Heinrich Möller

Die Ursprünge der Rotenburger Werkstatt gehen auf Johannes Vogt (* 24. Januar 1774 in Brotterode; † 24. Februar 1833 in Rotenburg an der Fulda) zurück, der zwischen 1804 und 1832 als Orgelbauer nachweisbar ist. Als Vogt starb, war sein Sohn Jacob Vogt (* 18. November 1811 in Rotenburg; † 28. Juli 1891 in Korbach) noch recht jung, sodass Vogts Geselle Friedrich Bechstein (* 26. Mai 1801 in Hofgeismar; † 11. Januar 1855 in Rotenburg), der 1830 dessen Tochter geheiratet hatte, die Werkstatt übernahm. Valentin Möller (* 16. August 1811 in Ziegenhain; † 7. April 1887 in Rotenburg) erlernte bei seinem Onkel Johannes Vogt den Orgelbau und war dann Geselle und Werkmeister von Bechstein. 1855 übernahm er das Unternehmen, das bis 1964, über vier Generationen lang (Heinrich, August und Heinrich II), in Familienhand blieb.
Dieter Noeske wurde als Sohn des Kaufmanns Berthold Noeske geboren und erhielt als Kind Klavier- und Geigenunterricht. Den Orgelbau erlernte er 1951–1954 bei Karl Gerbig in Eberswalde, wo er bis 1955 als Geselle blieb. Anschließend folgten Gesellenjahre bei Karl Schuke Berliner Orgelbauwerkstatt (1955–1960), in denen er sich auf die Intonation konzentrierte. Mit 23 Jahren wurde er 1960 Geschäftsführer der Orgelwerkstatt von August Möller in Rotenburg, die ihrerseits auf eine lange Orgelbautradition zurückblickte. Im Jahr 1964 legte Noeske die Meisterprüfung bei Paul Ott ab und übernahm die Rotenburger Firma.
Seit 2008 ist der Werkstattmeister Peter Kozeluh (* 1961) Teilhaber und Geschäftsführer der Firma. Seit 1986 in der Rotenburger Orgelbauwerkstatt tätig, schloss er 1990 das Orgelbauexamen und 1994 die Meisterprüfung erfolgreich ab.

## Werk
Die Orgelbauwerkstatt Rotenburg ist den klassischen Prinzipien des Orgelbaus verpflichtet, ohne sich auf eine bestimmte Stilperiode festzulegen. Seit 1964 entstanden etwa 120 Orgelneubauten, die vorwiegend in Hessen, Norddeutschland und Berlin errichtet wurden. Ab den 1990er Jahren setzten sich Noeske und Kozeluh für den Erhalt von Dorforgeln in Ostdeutschland ein. Neben Neubauten wurden zahlreiche historische Instrumente restauriert.

## Werkliste (Auswahl)
| Jahr                  | Ort                    | Kirche                        | Bild                                         | Manuale  | Register | Bemerkungen |
| --------------------- | ---------------------- | ----------------------------- | -------------------------------------------- | -------- | -------- | --- |
| um 1960               | Odenhausen (Lumda)     | Ev. Kirche                    |                                              | I/P      | 7        | 1978 als gebrauchte Orgel erworben |
| 1962                  | Rotenburg an der Fulda | Jakobikirche                  |                                              | II/P     | 30       | Erweiterungsumbau der Orgel von Jost Friedrich Schäffer (1682); 1989 von Noeske umgebaut                                                                                 |
| 1964                  | Sontra                 | Stadtkirche Sontra St. Marien |                                              | II/P     | 24       | ursprünglich ohne selbstständiges Pedal; Neubau hinter historischem Prospekt von Johann Adam Gundermann (1711)                                                           |
| 1969                  | Melsungen              | Stadtkirche Melsungen         |                                              | II/P     | 27       | Neubau durch Noeske; 2021–2024 Umbau und Erweiterung durch Hinzufügen eines eigenständigen Auxiliarwerkes mit 12 Registern als Schwellwerk durch die Nachfolgewerkstatt. |
| 1970–1971             | Berlin-Schmargendorf   | Dorfkirche Schmargendorf      |                                              | I/P      | 14       | Neubau |
| 1971                  | Tann (Rhön)            | Stadtkirche                   |                                              | II/P     | 27       | Neubau; 2001 Revision und Ergänzung vakanter Register durch Hoffmann Orgelbau                                                                                            |
| 1973                  | Bad Arolsen            | Stadtkirche                   | Noeske Orgel, ev. Kirche Bad Arolsen, Hessen | III/P    | 37       | Neubau hinter Rokoko-Prospekt von Johann Stephan Heeren/Marcus Christoph Krau (1779–1782)                                                                                |
| 1974                  | Berlin-Borsigwalde     | Gnade-Christi-Kirche          |                                              | II/P     | 23       | Neubau |
| 1974                  | Oberkaufungen          | Stiftskirche                  |                                              | III/P    | 40       | Neubau, 1980 und 2004 von Noeske umgebaut |
| 1977                  | Altmorschen            | Klosterkirche                 |                                              | II/P     | 21       | Neubau |
| 1982                  | Feudingen              | Evangelische Kirche           |                                              | II/P     | 21       | Neubau hinter historischen Prospekt von 1715 unter Wiederverwendung von 3 Registern von 1893                                                                             |
| 1982                  | Korbach                | St. Nikolai                   |                                              | II/P     | 24       | Neubau hinter historischem Prospekt von Johann Friedrich Schäffer (1742–1744)                                                                                            |
| 1983                  | Cleverbrück            | St. Martin (Cleverbrück)      |                                              | III/P    | 40       | Neubau |
| 1984                  | Schlüchtern            | Kirchenmusikakademie          |                                              | II/P     | 12       | Hausorgel von 1984, 2017 in Schlüchtern aufgebaut → Orgel |
| 1987                  | Niederzwehren          | Matthäuskirche                |                                              | II/P     | 24       | Neubau |
| 1988                  | Berlin-Gesundbrunnen   | Lazarus-Krankenhaus           |                                              | II/P     | 15       | Neubau |
| 1989                  | Nentershausen          | Ev. Kirche                    |                                              | II/P     | 14       | Teilneubau und Rekonstruktion hinter Prospekt von Jost Friedrich Schäffer (1696)                                                                                         |
| 1990                  | Schmillinghausen       | Ev. Kirche                    |                                              | I (II/P) | 6 (16)   | Neubau hinter historischem Prospekt (um 1717) von Andreas Reinecke/Bernhard Reinecke (?); ausbaubar                                                                      |
| 1990–1991, 2002, 2008 | Berlin-Wilmersdorf     | Auenkirche                    |                                              | IV/P     | 78       | Erweiterungsumbau und Teilrekonstruktion der Orgel von P. Furtwängler & Hammer (1898/1922–1924)                                                                          |
| 1994                  | Anzhausen              | Ev. Kapelle                   |                                              | I/P      | 7        | Meisterstück des Mitarbeiters Gerhard Richter → Orgel |
| 1994                  | Ostenholz              | Kirche Ostenholz              |                                              | I/P      | 8        | Neubau hinter historischem Prospekt |
| 1996                  | Freigericht-Bernbach   | St. Bartholomäus              |                                              | II/P     | 21       | Grundlegende Überarbeitung der Orgel, ursprünglich Späth (1933, 1964) und Böhmer (1975)                                                                                  |
| 1996                  | Hessisch Lichtenau     | Stadtkirche                   |                                              | II/P     | 27       | Neubau hinter neogotischem Gehäuse, das teilweise von Gebrüder Euler (1890) stammt                                                                                       |
| 2001                  | Wellerode              | Evangelische Kirche           |                                              | II/P     | 13       | Neubau hinter historischem Prospekt und unter Einbeziehung einzelner Register der Vorgängerorgel                                                                         |
| 2004                  | Rotenburg an der Fulda | St. Elisabeth und Marien      |                                              | III/P    | 38       | |
| 2007                  | Wingeshausen           | Evangelische Kirche           |                                              | II/P     | 15       | Neubau inkl. Emporenbrüstung |
| 2014                  | Kirchbracht            | Ev. Nikolauskirche            |                                              | I/P      | 12       | Neubau |
| 2014                  | Besse                  | Evangelische Kirche           |                                              | II/P     | 16       | Neubau |
| 2015                  | Ravolzhausen           | Evangelische Kirche           |                                              | I/P      | 10       | Teilneubau hinter historischem Gehäuse von Dreuth (1765) |
| 2016                  | Leuderode              | Evangelische Kirche           |                                              | I/P      | 8        | Neubau |
| 2016                  | Raßdorf                | Evangelische Kirche           |                                              | II/P     | 11       | Neubau |
| 2019                  | Neumorschen            | Wehrkirche                    |                                              | II/P     | 14       | Neubau hinter historischem Prospekt |
| 2019                  | Bischhausen            | Evangelische Kirche           |                                              | I/P      | 10       | Neubau hinter historischem Prospekt |